# Koštani članci
Članci (jednina: članak) su kosti prstiju na rukama i nogama većine kralježnjaka. Kod primata, palci imaju dva članka, dok ostali prsti imaju po tri. Članci spadaju pod duguljaste kosti.

## Struktura
Članci su kosti koje sačinjavaju prste ruku i nogu. U tijelu ljudi je 56 članka, četrnaest na svakoj ruci i nozi. Srednji i distalni članci četvrtog i petog nožnog prsta su često srasli (simpafalangizam). Članci stopala se razlikuju od članaka ruku po tome što su kraći i stisnutiji, pogotovo proksimani članci.
Naziv se pridaje ovisno o tome jesu li proksimalni, srednji (medijalni) ili distalni, i prema prstu kojeg sačinjavaju. Proksimalni članci su najbliži šaci ili stopalu. Ručni koštani kraj proksimalnog članka zove se zglavak. Proksimalni članci se združuju s metakarpalnim kostima ruke ili metatarzalnim kostima noge u metakarpofalanškom zglobu ili metatarzofalanškom zglobu. Središnji (medijalni) članak nije samo središnji smještajem nego i veličinom. Palci ruku i nogu nemaju srednji članak. Distalni članci su kosti na vrhovima prstiju.